# Vera Chiesa di Gesù

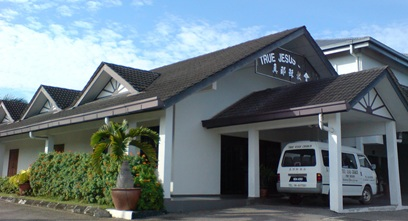
La Vera Chiesa di Gesù a Port Dickson, in Malaysia.

La Vera Chiesa di Gesù (in cinese: 真 耶 穌 教 會) è una Chiesa cristiana non-confessionale (indipendente) fondata nel 1917 nella regione di Pechino in Cina. Al 2007, la chiesa conta un numero di fedeli compreso tra 1,5 e i 2,5 milioni, sparsi in quarantacinque paesi e sei continenti. La chiesa si è sviluppata all'inizio del XX secolo dal movimento pentecostale legato al cristianesimo.
La chiesa aderisce alla dottrina "nel nome di Gesù" (come la Chiesa unita pentecostale internazionale e l'Assemblea apostolica della fede in Cristo Gesù), è stata una delle tre chiese non ufficiali esistenti prima dell'avvento del comunismo in
Cina nel 1949 ed osserva il riposo del Sabato biblico, lo Shabbat. La chiesa predica gli insegnamenti del vangelo a tutte le nazioni prima della seconda venuta di Gesù.
Nel 1967, è stata istituita a Los Angeles l'Assemblea Internazionale della Vera Chiesa di Gesù.

## Storia

### Prodromi
I tentativi riusciti di evangelizzare la Cina dei cristiani Nestoriani della Persia (635-845), dei cattolici e dei Gesuiti romani (1265, 1601-1724) furono di breve durata ed osteggiati dalla casa imperiale che li ridusse ad una specie di semiclandestinità.
I primi missionari protestanti iniziarono la penetrazione nel refrattario mondo cinese nel 1807 con l'arrivo del religioso scozzese Robert Morrison. Specialmente dopo la guerra dell'oppio, negli anni 1840 i missionari cominciarono ad arrivare in massa in Cina.
Hudson Taylor fondò la missione interna della Cina in 1865. In generale il XIX secolo vide un deciso aumento nel numero di cristiani, tanto che nel 1900 c'erano quasi 113.000 cristiani protestanti con 1.600 religiosi cristiani cinese e 2.000 missionari.

### Il movimento dei Pentecostali in Cina e le origini della Vera Chiesa del Gesù
Seguendo il movimento dei Pentecostali negli Stati Uniti nei primi anni del Novecento, a Shanghai fu fondata una chiesa apostolica missionaria, che nei successivi anni diventò fulcro religioso per molti cristiani cinesi, che vi ricevettero lo Spirito Santo. Poco dopo la Rivolta dei Boxer e le persecuzioni ai danni dei cristiani nei primi anni del Novecento, molti cristiani cinesi sostennero il movimento dei "Tre Auto", che promuoveva la strategia di "auto-governo", "auto-sostegno" ed "auto-diffusione" per ridurre le influenze e le interferenze straniere sulle chiese cinesi.
Tra i primi religiosi cinesi, i tre fondatori della Vera Chiesa del Gesù hanno sostenuto questa idea fondandosi sull'ispirazione e le rivelazioni dello Spirito Santo, decidendo di rompere con le chiese pentecostali tradizionali. I tre fondatori furono Ling-Sheng Zhang, Paul Wei, e Barnabas detto successivamente Zhang, credendo saldamente che fosse volontà del Signore creare una chiesa che correggesse tutti gli errori e le interpretazioni errate del passato che secondo i tre fondatori erano presenti nelle altre dottrine cristiane, così da raggiungere la perfezione prima del Giudizio Universale.

## Dottrina

### Le cinque dottrine principali
Le cinque dottrine essenziali della Vera Chiesa di Gesù sono:
1. Lo Spirito Santo:"ricevere lo Spirito Santo, comprovato dal parlare in lingue, è la garanzia della nostra eredità del regno dei cieli". (ROM 8:16, Eph. 1:13-14).
2. Il battesimo: Il battesimo con l'acqua "è il sacramento per la remissione dei peccati per la rigenerazione. Il battesimo deve avvenire in acqua corrente e naturale, quali il fiume, il mare, o la fonte. Il Battista, che già ha ricevuto il battesimo dell'acqua e lo Spirito Santo, conduce il battesimo in nome del Signore Gesù Cristo. E la persona che riceve il battesimo deve essere completamente immersa in acqua con la testa inchinata e la faccia verso il basso". (Giovanni 3:5; Matteo. 3:16; Atti 2:3-8, 10:48).
3. La lavanda dei piedi: "Il sacramento della lavanda dei piedi permette di condividere una parte con il Signore Gesù. Inoltre serve per ricordare costantemente di avere l'amore, la santità, l'umiltà, il perdono e il servizio. Ogni persona che ha ricevuto il battesimo dell'acqua deve far lavare i suoi piedi in nome di Gesù Cristo. Lavare mutualmente i piedi può essere praticato ogni volta sia appropriato". (Giovanni 13:1-7)
4. L'eucaristia: "La Santa Comunione è il sacramento per commemorare la morte del Signore Gesù Cristo. Ci permette di essere parte del corpo e del sangue di Nostro Signore e di essere in comunione con lui in modo che possiamo avere la vita eterna ed essere risuscitati nell'ultimo giorno. Questo sacramento dovrà tenersi quanto più frequentemente possibile. Si dovranno usare soltanto un pane azimo e il succo dell'uva". (Prima lettera ai Corinzi 10:17, 11:26; Giovanni 6:53).
5. Il sabato: "Il Sabato, settimo giorno della settimana, è un giorno santo, benedetto e santificato da Dio. Deve essere osservato, nella grazia del Signore, per commemorare la creazione e la salvezza di Dio, con la speranza del riposo eterno nella vita a venire."

### Dottrine successive
Più tardi, negli anni 1980 sono stati aggiunti altri punti a queste cinque dottrine principali, arrivando alla definizione delle dieci credenze di base della vera chiesa del Gesù:
- 6. "Gesù Cristo, la parola che si è trasformata in carne, morto sulla croce per l'estinzione dei peccati, risorto il terzo giorno ed asceso al cielo. È l'unico salvatore dell'umanità, creatore del cielo e della terra e unico dio". (Giovanni 3:16; Prima lettera ai Corinzi 15:3-4; Atti 4:12).
- 7. "La Santa Bibbia, composta dal Vecchio e dal Nuovo Testamento, è ispirata da Dio, ed è l'unica fonte scritta di rivelazione della verità divina. Essa contiene tutte le norme di comportamento a cui deve conformarsi chi vuole vivere da vero Cristiano" (Seconda lettera a Timoteo 3:16).
- 8. "La salvezza si ottiene per grazia divina attraverso la fede. I credenti devono fare affidamento sullo Spirito Santo per aspirare alla santità, onorare Dio, ed amare il prossimo" (Lettera agli Efesini 2:8).
- 9. "la vera chiesa di Gesù, stabilita dal nostro signore Gesù Cristo, con lo spirito santo durante il periodo 'della pioggia posteriore ', sono la chiesa allineare ristabilita del tempo apostolic". (Joel 2:23; AMO 9:11).
- 10. "La Seconda Venuta del Signore avverrà nel Giorno del Giudizio Finale, quando Egli scenderà dal paradiso sulla terra per giudicare il mondo: i giusti avranno in ricompensa la vita eterna, mentre i malvagi ed i peccatori saranno dannati per l'eternità". (Vangelo secondo Matteo 25:31-34; Prima lettera ai Tessalonicesi 4:16-17).